# Leignes-sur-Fontaine
Leignes-sur-Fontaine es una población y comuna francesa, en la región de Poitou-Charentes, departamento de Vienne, en el distrito de Montmorillon y cantón de Chauvigny.

## Demografía
| 674 | 586 | 505 | 512 | 467 | 513 |
| Para los censos de 1962 a 1999 la población legal corresponde a la población sin duplicidades (Fuente: INSEE [Consultar]) |     |     |     |     |     |